# Roger Loubry
Pour les articles homonymes, voir Loubry.
Jean Roger Loubry, né le 3 mai 1912 à Biarritz et mort le 8 septembre 1977 à Athènes, est un pilote d'avion français. 

## Biographie
Ancien sous-marinier et capitaine d'armement de la marine marchande, chef pilote du réseau atlantique Nord, il fonde avec Jean Combard la Société aérienne de transports internationaux (Sati) en 1948 qui deviendra l'Union aéromaritime de transport (U.A.E.) et dont il sera le directeur adjoint.
Lors de l'expédition de Paul-Émile Victor au Groenland en 1948, il pilote l'avion qui permet de parachuter les chenilles des traineaux pour remplacer les précédentes qui, une à une, avaient cédées.
Le 8 avril 1948, parti d'Orly sur un Constellation d'Air France, il rejoint l'aéroport LaGuardia de New York en 16 h 23 min, établissant le premier vol direct en ce sens depuis l'exploit de Dieudonné Costes et Maurice Bellonte en 1930.
Il devient en 1961 président de la Société pour le développement des transports aériens en Afrique.